# Pyrilia aurantiocephala
Il pappagallo calvo (Pyrilia aurantiocephala Gaban-Lima, Raposo e Hofling, 2002) è un uccello della famiglia degli Psittacidi.
La scoperta di questa specie è piuttosto curiosa. Nel 2002, lungo il sistema fluviale del bacino orientale del Rio delle Amazzoni gli scienziati catturarono vari pappagallini verdi che vennero identificati provvisoriamente come pappagalli vulturini (Pyrilia vulturina) immaturi (il nome si riferisce alla testa nuda, priva di piume). Mentre la testa del comune pappagallo vulturino è nera, la testa dei nuovi pappagalli era nuda, con pelle arancione. Benché in principio fossero stati considerati immaturi, i pappagalli calvi risultarono invece sessualmente maturi. Inoltre non si mescolarono con quelli dalla testa nera. Renato Gaban-Lima e Marcos Raposo, dottorandi all'università brasiliana di San Paolo, pubblicarono sulla rivista The Auk, nell'agosto 2002, la loro descrizione di una nuova specie, la Pyrilia aurantiocephala, appunto. Gli esperti di pappagalli temono però che la specie da poco scoperta possa essere già minacciata di estinzione, poiché alcune foreste del medio corso del Tapajós e del basso corso del Madeira, in cui vivono, stanno cadendo sotto i colpi dei taglialegna e degli allevatori di bestiame.